# Nationalbanken
Danmark National Bank é o banco central da Dinamarca com sede Copenhague.
O banco controla todo o sistema monetário e economico da Dinamarca e de toda a economia dinamarquesa
O banco cumpre as principais tarefas:
- fabricar notas e moedas da coroa dinamarquesa;
- desenvolver toda economia monetária;